# آماندا
آماندا (به انگلیسی: Amanda) نام مؤنث با ریشه لاتین و به معنی «سزاوار عشق» بوده و حالت کوتاه شده این نام مندی (به انگلیسی: Mandy) ، مندا (به انگلیسی: Manda) و ایمی (به انگلیسی: Amy) می باشد. 
این نام اولین بار در سال ۱۲۱۲ میلادی در منطقه واریک‌شر کشورانگلستان استفاده شده و ۵ قرن بعد این نام توسط شاعران و نویسندگان محبوب گردیده‌است. در ایالات متحده آمریکا اسم آماندا در بین دهه‌های ۳۰ تا ۶۰ میلادی به مرور رایج گردید و بین ۲۰۰ نام برتر قرار گرفته و در بین سالهای ۱۹۷۶ الی ۱۹۹۵ بین ۱۰ نام دختر محبوب در آمریکا قرار گرفت. در دوران اوج محبوبیت این نام در بین سالهای ۱۹۷۸ الی ۱۹۹۲ بین ۴ نام برتر قرار داشته و در بهترین حالت در سال ۱۹۸۰ به رتبه دوم ارتقا یافت. به تدریج از محبوبیت این نام در ایالات متحده آمریکا کاسته شده و در سال ۲۰۱۸ به رتبه ۳۶۹ نام‌های محبوب تنزل پیدا کرده‌است. در ایران نیز این نام توسط سازمان ثبت احوال پذیرفته شده‌است لیکن از میزان فراوانی و محبوبیت آن اطلاعی در دسترس نیست.

## اشخاص مشهور با نام آماندا
- آماندا سیفرید (زاده ۳ دسامبر ۱۹۸۵)، بازیگر و خواننده آمریکایی
- آماندا هولدن (زاده ۱۶ فوریه ۱۹۷۱)، هنرپیشه اهل بریتانیا
- آماندا باینز (زاده ۳ آوریل ۱۹۸۶)، بازیگر، خواننده و طراح مدآمریکایی
- آماندا نونز (زاده ۳۰ می ۱۹۸۸)، ورزشکار رشته هنرهای رزمی ترکیبی اهل برزیل
- آماندا ریگتی (زاده ۴ آوریل ۱۹۸۳)، هنرپیشه و تهیه‌کننده اهل ایالات متحده آمریکا
- آماندا پلامر (زاده ۲۳ مارس ۱۹۵۷)، هنرپیشه آمریکایی کانادایی
- آماندا سویستن (زاده ۲۰ دسامبر ۱۹۷۸)، مدل و بازیگر زن آمریکایی
- آماندا ابینگتون (زاده ۲۸ فوریه ۱۹۷۴)، هنرپیشه اهل بریتانیا
- آماندا پیت (زاده ۱۱ ژانویه ۱۹۷۲)، بازیگر اهل کشور آمریکا
- آماندا داناهو (زاده ۲۹ ژوئن ۱۹۶۲)، هنرپیشه اهل انگلستان
- آماندا ستن (زاده ۱۶ دسامبر ۱۹۸۵)، هنرپیشه اهل ایالات متحده آمریکا
- آماندا کرو (زاده ۵ ژوئن ۱۹۸۶)، بازیگر کانادایی سینما و تلویزیون
- آماندا شول (زاده ۲۶ اوت ۱۹۷۸)، هنرپیشه، طراح رقص و بالرین اهل ایالات متحده آمریکا
- آماندا پالمر (زاده ۳۰ آوریل ۱۹۷۶)، موسیقی‌دان اهل ایالات متحده آمریکا
- آماندا تپینگ (زاده ۲۸ اوت ۱۹۶۵)، بازیگر، تهیه‌کننده و کارگردان کانادایی متولد انگلستان
- آماندا بروگل (زاده ۲۴ مارس ۱۹۷۸)، هنرپیشه اهل کانادا
- آماندا لی مور (مندی مور)  (زاده ۱۰ آوریل ۱۹۸۴) خواننده، ترانه‌سرا، بازیگر و مدل آمریکایی